# Henri de Lévis
 (février 2024).
Si vous disposez d'ouvrages ou d'articles de référence ou si vous connaissez des sites web de qualité traitant du thème abordé ici, merci de compléter l'article en donnant les références utiles à sa vérifiabilité et en les liant à la section « Notes et références ».
Pour les articles homonymes, voir Lévis (homonymie) et Ventadour.
Henri de Lévis, prince de Maubuisson, comte de la Voulte, seigneur de Cheylard, Vauvert et autres lieux, né en 1596 au château de Ventadour, à Moustier-Ventadour en Corrèze, et décédé le 14 octobre 1680 à Paris, est un militaire, puis un religieux. Lieutenant général du roi Louis XIII en Languedoc, allié des Condé, il est vice-roi de la Nouvelle-France de mars 1625 à juin 1627. 

## Biographie
Fils d'Anne de Lévis, 2e duc de Ventadour (1569-1622) et de Marguerite de Montmorency (1577-1660), il devint le 3e duc de Ventadour et pair de France.
Il est le petit-fils de Gilbert III de Lévis, comte puis duc de Ventadour, gentilhomme de la chambre du Roi, gouverneur du Limousin, et celui de Henri Ier de Montmorency, duc de Montmorency, connétable de France, maréchal de France, gouverneur du Languedoc.
En avril 1623, il épouse, au château de La Voulte (07), Marie-Liesse de Luxembourg (née le 2 avril 1611 au château de Pougy, en Champagne, et décédée le 18 janvier 1660 au carmel de Chambéry), princesse de Tingry, fille du duc Henri de Piney-Luxembourg (1583-1616). Le mariage ne sera jamais consommé, car il a 27 ans, et son épouse, 12 ans seulement.  
En 1625, il achète à son oncle, le duc Henri II de Montmorency, la vice-royauté de la Nouvelle-France, dans le but de financer des missions jésuites.
En 1627, il crée la compagnie du Saint-Sacrement.
Le 23 mai 1631, il cède son titre de duc à son frère, le marquis d'Annonay, et il entre en prêtrise.
En 1634, son épouse fonde un couvent de Carmélites à Chambéry. Puis, le 19 septembre 1649, elle entre au couvent de Carmélites d'Avignon.
En 1650, Henri de Lévis devient chanoine de Notre-Dame de Paris. Il achèvera sa vie comme directeur général des séminaires.
Par sa dénomination, la ville québécoise de Lévis lui rend hommage, ainsi qu'au chevalier François-Gaston de Lévis, héros de la Bataille de Sainte-Foy (1760).